# Gunghuyana gazana
Gunghuyana gazana är en insektsart som beskrevs av William Lucas Distant 1910. Gunghuyana gazana ingår i släktet Gunghuyana och familjen dvärgstritar. Inga underarter finns listade i Catalogue of Life.